# Robert Walker (festő)
Robert Walker (1599–1658) angol portréfestő, aki Oliver Cromwell lordprotektorról és a korszak nevezetes kerekfejű személyiségeiről készült arcképeiről nevezetes. Van Dyck hatással volt rá, és számos festménye megtalálható a londoni National Portrait Galleryben.

## Élete és munkássága

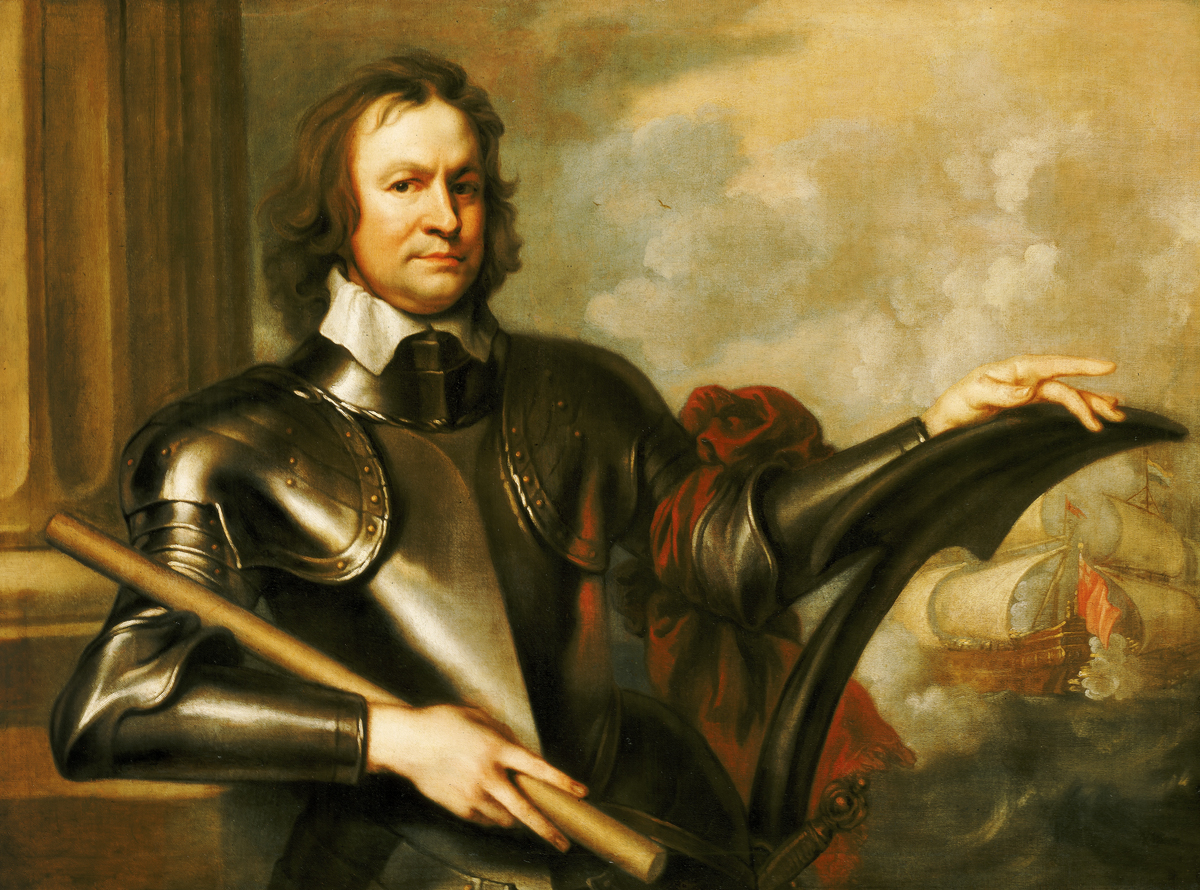
Richard Deane (1610–1653) tábornok a tengeren, 1653 k.

Walker 1649 és 1660 között az angol parlamenti párt vezető festője volt az Angliai Nemzetközösség idején. Életének első szakaszáról semmit sem tudni. Bár festészetét erősen befolyásolta Van Dyck), stílusa elég jellegzetes ahhoz, semhogy a holland festő közvetlen tanítványa lehetett volna.
Főleg Cromwell-portréiról ismert, akinek kinézetéről szóló ismereteink főként az ő festményein, valamint Samuel Cooper és Peter Lely róla készült portréin alapulna. Két fő típusuk van: a korábbi, amely Cromwellt ábrázolta páncélban profilból és a későbbi, teljes arccal derékig páncélban; mindkettőt gyakran ismételték és másolták.
Az első típusra talán a jelenleg a National Portrait Gallery-ben (korábban a Rich család birtokában) található festmény a legjobb példa. John Evelyn (1620–1706) naplóíró ezt tartotta Cromwell általa ismert leghitelesebb ábrázolásának (lásd: Numismata,[pontosabban?] 339. o.). Ennek a portrénak másutt is vannak másolatai. Walker másik portréján Cromwell aranyláncot visel és a Krisztina svéd királynő által küldött kitüntetést.
Walker megfestette Henry Iretont, John Lambertet, Charles Fleetwoodot, Richard Keblet és a parlamenti kormány más prominens tagjait. Maga John Evelyn is modellt ült neki,  mint az kitűnik 1648. július 1-jei naplóbejegyzéséből: „Modellt állok Mr. Walkernek, a kiváló festőnek a festményemhez, amelyen egy halálfej van”; 1650. július 6-án pedig ezt írta: „Walker úrnak, a jó festőnek, aki egy kiváló Tiziano-másolatot mutatott nekem”. Ez a Tiziano-másolat azonban nem úgy tűnik, mint amint maga Walker festett volna, ahogyan néha elhangzik. Walker egyik legjobb festménye egy ismeretlen férfi portréja – korábban id. William Faithorne-nak hitték –, jelenleg a National Portrait Gallery-ben látható.
1652-ben Arundel grófjának halálakor Walker a parlament által lefoglalt Arundel-házban kapott lakást. Állítólag 1658-ban halt meg.
Walker háromszor festette meg önarcképét – az egyik a National Portrait Gallery-ben található, ahol két metszet is található Walker portréiról, amelyeket más művészek készítettek (az egyiket Peter Lombart még életében finoman metszette). Egy másik példa több változatokban az oxfordi Ashmolean Múzeumban található.

## Az Egyesült Királyság galériáiban és múzeumaiban látható művei
Walkernek számos festménye van a brit National Portrait Gallery gyűjteményében. Ebből legalább fél tucatnyit maga Robert Walker készített. A többit az ő stílusában mások készítettek. Az "által" illetve "által vagy nyomán" jelzéssel ellátott, más jelölés nélküli festmények Adrian Scrope-ot, John Evelynt, Oliver Cromwellt, két ismeretlen férfit és magát a festőt ábrázolják.
"Richard Deane, 1610–53, tábornok a tengeren" című portréja a Nemzeti Tengerészeti Múzeum gyűjteményében található.
Két Cromwell-portréja a Cromwell Múzeum gyűjteményében található. A múzeumban van egy elismervény is, amelyet Robert Walker írt alá Cromwell portréjának megfestésekor.[forrás?] 

## Fordítás
- Ez a szócikk részben vagy egészben  a   Robert Walker (painter) című angol Wikipédia-szócikk ezen változatának fordításán alapul.  Az eredeti cikk szerkesztőit annak laptörténete sorolja fel. Ez a jelzés csupán a megfogalmazás eredetét és a szerzői jogokat jelzi, nem szolgál a cikkben szereplő információk forrásmegjelöléseként.